# Nicolaas-Oegreskiklooster
Het Nicolaas-Oegreskiklooster (Russisch: Николо-Угрешский монастырь) is een ommuurd Russisch-orthodox stauropegiaal klooster voor monniken in Dzerzjinski, een voorstad van de Russische hoofdstad Moskou. De toevoeging Oegreski vindt haar oorsprong in de voormalige naam van de nederzetting. Er is bij het Nicolaasklooster sprake van stauropegiale ondergeschiktheid, dat wil zeggen dat het klooster niet valt onder een aartsbisschop maar rechtstreeks onder het patriarchaat. Volgens een legende is de stichting van het klooster toe te schrijven aan Dmitri Donskoj. Donskoj zou op deze plek een stop gemaakt hebben alvorens de Tartaren een beslissende slag toe te brengen op het Koelikovo-veld. Tijdens een droom zag hij een beeltenis van de heilige Nicolaas en riep hij in extase oegresja ("dit doet mijn hart ontvlammen"), waarop hij prompt een klooster op de plek stichtte.

## Geschiedenis
Het ommuurde klooster behoorde tot de zuidelijke verdedigingslinie van kloosters om de hoofdstad te beschermen tegen aanvallen vanuit het zuiden. Islamitische invasies verwoestten meerdere malen het klooster, maar telkens vond herbouw plaats. In 1521 werd het klooster door de horde van Mehmed de Grote in de as gelegd, maar evenals in voorgaande verwoestingen werd het klooster hersteld. Koninklijke bedevaarten naar het klooster droegen in belangrijke mate bij aan de ontwikkeling van het klooster in de 17e eeuw. Tsaar Alexis bezocht het klooster meerdere malen per jaar. In 1668 liet de tsaar zich zelfs vergezellen door de patriarchen van Moskou, Alexandrië en Antiochië.
De oude katholikon van de Heilige Nicolaas, later vernietigd door de Sovjets) werd gebouwd in de 16e eeuw. Ook Peter I bezocht het klooster meermalen.
Het klooster fungeerde ook als gevangenis. Na het neerslaan van de Streltsy-opstand werden rebellen hier ingesloten. Dit gold ook voor aartspriester Avvakoem Petrov die na zijn oproep aan tsaar Fjodor om de kerkhervormingen terug te draaien op de brandstapel terechtkwam. In 1812 werd het klooster door de Fransen aangevallen en verbleef er geruime tijd een Frans detachement. De allesoverheersende Transfiguratiekathedraal werd naar ontwerp van de Russische architect Alexander Kaminski in de jaren 1880-1894 gebouwd, omdat de oude Nicolaaskathedraal voor het klooster van te geringe omvang werd geacht.

## Sovjet-periode
Na de revolutie werd het klooster in 1925 volledig gesloten. Binnen de muren van het klooster werd in 1920 een werkkolonie gevestigd voor dakloze kinderen. Veel kerkelijke gebouwen werden vernietigd, ook de Nicolaaskathedraal uit 1520.

## Heropening
Wat de Russisch-orthodoxe Kerk na de ineenstorting van de Sovjet-Unie terugkreeg was een verzameling verwaarloosde en geruïneerde gebouwen. Sindsdien werd er hard gewerkt aan de volledige restauratie van het klooster en werden veel kerken herbouwd. Het complex huisvest meerdere musea, waarvan één gewijd aan tsaar Nicolaas. Op het kloosterterrein bevindt zich een seminarie.

## Kerken
- Nicolaaskathedraal (oorspronkelijke bouw 1520-1530, gesloopt in 1940, herbouwd in 2003-2006)
- Transfiguratiekathedraal (bouwjaar 1880-1894, heropend in 1991, gerenoveerd in 2000)
- Kerk van de Heilige Sergius (gebouwd in 1868, sluiting in 1926, afgebrand in 1977)
- Kerk van de Moeder Gods van alle Bedroefden (1857-1860, hersteld in 1999)
- Kazankerk (vijfkoepelige kerk uit 1869-1870, restauratie vanaf 2000)
- Petrus en Pauluskerk (blauwgeschilderde houten kerk, gesloten in 1928, gedeeltelijk gerestaureerd, opnieuw ingewijd 1995)
- Pimenovskikerk (kerk met één koepel gebouwd in de jaren 2001-2002 op de begraafplaats)
- Kerk van de Nederdaling van de Heilige Geest (bouwjaar 1873, niet behouden)
- Kerk van de Onthoofding van Johannes de Doper (kerk op de 2e verdieping van de klokkentoren uit 1761, in 1941 gedeeltelijke afbraak. Restauratie 2002-2003)
- Kerk van de Ontslapenis van de Moeder Gods (gesloten 1925, heropening in 1991 en volledig gerenoveerd)
- Voorts staan er nog zeven kapellen op het kloosterterrein.